# Bobby McFerrin
Robert Keith McFerrin Jr., mais conhecido como Bobby McFerrin (Nova Iorque, 11 de março de 1950), é um músico estadunidense. Ficou conhecido internacionalmente com Don't Worry, Be Happy, canção que conquistou três Grammys em 1989. Gravou vários clássicos do jazz e da música erudita, além de outros gêneros.

## Biografia
Nascido em Nova Iorque, é filho do renomado barítono operístico Robert McFerrin (o primeiro cantor negro de prestígio na ópera). McFerrin trabalhou também com instrumentistas como Chick Corea, Herbie Hancock, Joe Zawinul, Richard Bona e Yo-Yo Ma.
É muito conhecido pela sua enorme extensão vocal de quatro oitavas e pela sua habilidade  de usar a voz para criar efeitos diversos, incluindo percussão vocal, como sua recriação de um baixo e bateria simultaneamente, o que ele consegue cantando ao bater em seu peito.
Além das performances ao vivo, McFerrin criou álbuns em que é o único músico, cantando e simulando instrumentos. É também capaz de entoar canto difônico - prática muito comum em regiões asiáticas como Tuva - em que o cantor produz intervalos harmônicos e acordes a partir de uma só voz. Pelo fato de alternar falsetto rapidamente com profundas notas graves, McFerrin pode soar como se fosse dois ou três cantores.
Em 1987, ele cantou a música tema de The Cosby Show e logo depois também forneceu a música para um comercial do chocolate Cadburys.
Em 1989, ele compôs e executou uma música para o curta-metragem Knick Knack da Pixar. O corte brusco ao qual McFerrin gravou tinha as palavras "blá blá blá", no lugar dos créditos finais (para indicar que ele improvisou). McFerrin espontaneamente decidiu cantar "blá blá blá", como letras, e a versão final da curta-metragem inclui estas letras durante os créditos finais.
Em 1993, ele também cantou "Henry Mancini's Pink Panter", música tema do filme O Filho da Pantera Cor-de-Rosa.

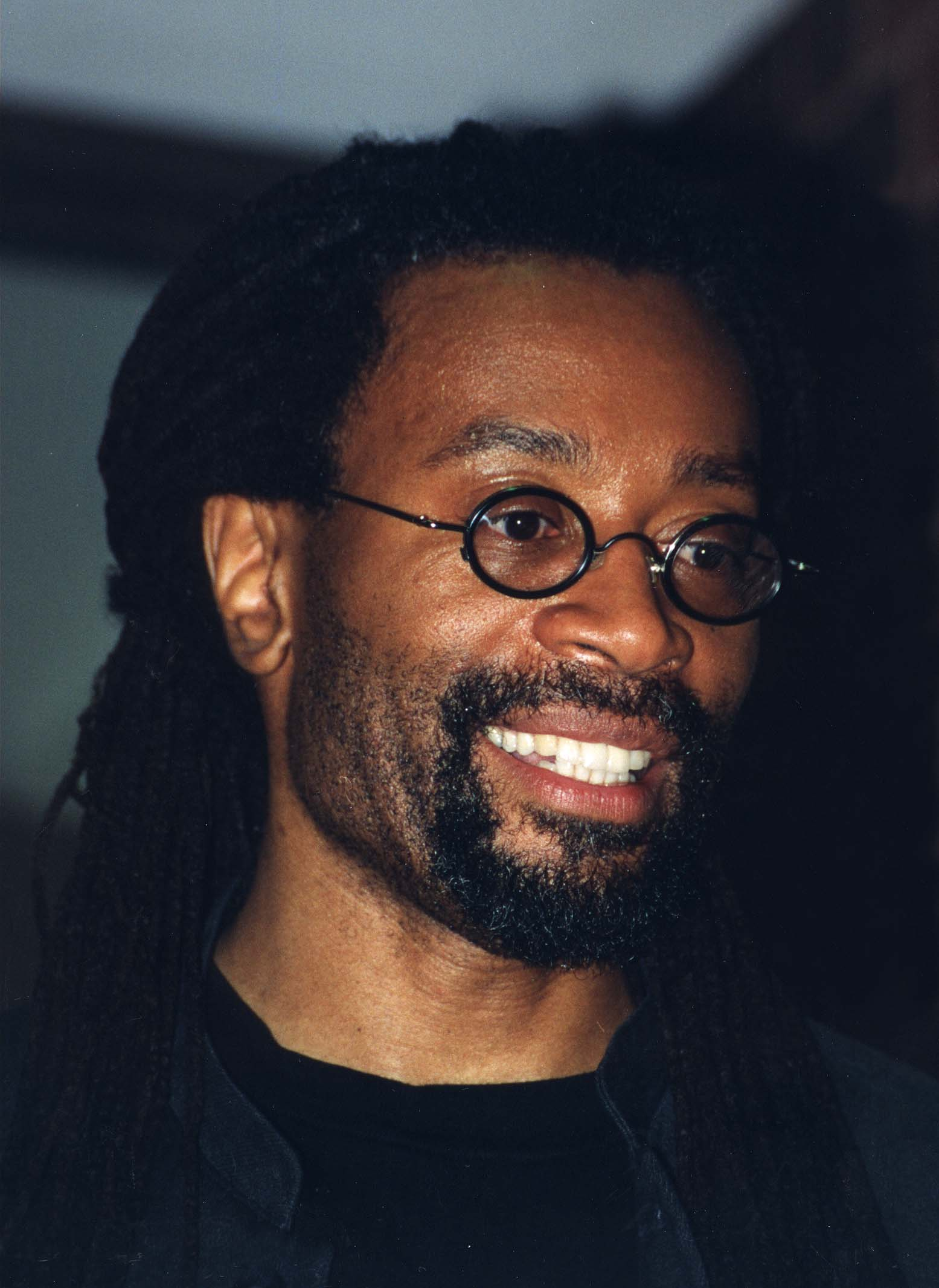
McFerrin em maio de 1994.

Além da sua carreira vocal do espectáculo, McFerrin foi nomeado em 1994 como presidente criativo da Saint Paul Chamber Orchestra. Ele faz visitas regulares como regente convidado de orquestras sinfônicas nos Estados Unidos e Canadá. Nas suas aparições em concertos, ele combina a  realização de peças clássicas com seu próprio e único estilo de improvisação vocal, muitas vezes com a participação do público e da orquestra. Por exemplo, os seus concertos terminam muitas vezes com McFerrin a regir a orquestra numa versão a capella de "William Tell Overture", na qual os membros da orquestra cantam as suas partes  musicais no estilo vocal de McFerrin, em vez de tocar as suas partes nos seus instrumentos.
McFerrin também participa de vários programas de educação musical, e faz aparições voluntárias como professor de música  convidado e palestrante em escolas públicas de todo os Estados Unidos. McFerrin tem um filho, Taylor, e pai e filho têm colaborado em diversas iniciativas musicais.
Filho de cantores de ópera, McFerrin foi treinado para ser pianista, mas em 1977 ele se decidiu pelo canto. Ele trabalhou durante algum tempo com Jon Hendricks e realizou sua primeira gravação para o selo Elektra Musician em 1982.
No ano seguinte ele começou a realizar apresentações como solista desacompanhado e em 1984 realizou o álbum The Voice. Em 1988, McFerrin teve um grande sucesso com "Don't Worry, Be Happy" e ganhou três Grammys, "Best Male Pop Vocalist", "Best Song" e "Record of the Year".
Depois, ele se manteve discreto, conduzindo orquestras clássicas, criando o conjunto "Voicestra" com outros cantores e gravando de forma irregular para os selos EMI e Blue Note.
Na metade dos anos 90 em diante, McFerrin realizou várias gravações para o selo Sony, só retornando para a Blue Note em 2002 quando lançou Beyond Words.

## Discografia
- Bobby McFerrin (1982)
- The Voice (1984)
- Spontaneous Inventions (1985)
- Elephant's Child (1987)
- Simple Pleasures (1988)
- Don't Worry, Be Happy (1988)
- How the Rhino Got His Skin / How the Camel Got His Hump (1990)
- Medicine Music (1990)
- Many Faces of Bird (1991)
- Sorrow Is Not Forever (1994)
- Paper Music (1995)
- Bang! Zoom (1997)
- Circlesongs (1997)
- Mouth Music (2001)
- Beyond Words (2003)
- VOCAbuLarieS (2010)
- spirityouall (2013)

## Grammys
- 1985, Best Jazz Vocal Performance, male, "Another Night In Tunisia", com Jon Hendricks
- 1985, Best Vocal Arrangement for two or more voices, "Another Night In Tunisia" com Cheryl Bentyne
- 1986, Best Jazz Vocal Performance, male, "Round Midnight"
- 1987, Best Jazz Vocal Performance, male, "What Is This Thing Called Love"
- 1987, Best Recording for Children, "The Elephant's Child", com Jack Nicholson
- 1989, Song of the year, Best Pop Vocal Performance, male, Disco do ano, Don't Worry, Be Happy
- 1989, Best Jazz Vocal Performance, male, "Brothers"
- 1992, Best Jazz Vocal Performance, "Round Midnight"